# Harjager herred
Harjagers härad (før 1658 dansk: Harriager herred) var et herred beliggende i  Skåne. Barsebäck slot (dansk: Barsebæk slot) og Örtofta slot (dansk: Ørtofte slot) ligger i herredet.